# Amanita virosa
Amanita virosa là một loài nấm thuộc chi Amanita trong họ Amanitaceae. Loài này sống cộng sinh và được tìm thấy trong các cánh rừng cử, nấm phát triển trên bề mặt phủ rêu vào mùa xuân và mùa thu.